# Михайловское муниципальное образование (Иркутская область)
Михайловское муниципальное образование — муниципальное образование в Черемховском районе Иркутской области Российской Федерации.
Административный центр — рабочий посёлок Михайловка.

## История
Статус и границы городского поселения установлены Законом Иркутской области от 16 декабря 2004 года № 95-оз «О статусе и границах муниципальных образований Черемховского района Иркутской области».

## Население
| 2010  | 2011  | 2012  | 2013  | 2014  | 2015  | 2016  |
| ----- | ----- | ----- | ----- | ----- | ----- | ----- |
| 7909  | ↘7903 | ↘7864 | ↘7781 | ↘7737 | ↘7701 | ↘7641 |
| 2017  | 2021  |       |       |       |       |       |
| ↘7560 | →7560 |       |       |       |       |       |

## Состав городского поселения
| № | Населённый пункт | Тип населённого пункта                  | Население |
| - | ---------------- | --------------------------------------- | --------- |
| 1 | Михайловка       | рабочий посёлок, административный центр | ↗7489     |
| 2 | Субботина        | деревня                                 | ↘71       |

## Местное самоуправление[11]
Председатели думы
- Борисова Евгения Владимировна

Главы администрации
- 1985—2017 — Гулин Михаил Михайлович, глава поселения
- с 10.09.2017 — Рихальский Андрей Михайлович, глава поселения

Постоянная комиссия по бюджету, ценообразованию, финансово-экономическим вопросам, тарифам и налоговому законодательству:
- Шиш Пётр Константинович — председатель комиссии
- Федотова Анна Ивановна — член комиссии
- Колесник Елена Сергеевна — член комиссии

Постоянная комиссия по Регламенту, мандатам и депутатской этике:
- Мясникова Валентина Михайловна — председатель комиссии;
- Хасанов Абулхарис Рашитович — член комиссии;
- Блашкевич Оксана Аркадьевна — член комиссии.

Постоянная комиссия по вопросам деятельности местного самоуправления:
- Алфёрова Елена Петровна — председатель комиссии;
- Борисенко Любовь Борисовна — член комиссии;
- Сметнёв Андрей Васильевич — член комиссии.